# 3 a. m. (álbum)
3 a. m. es el título del primer álbum de estudio grabado por el dúo colombiano Cali y El Dandee. Fue lanzado al mercado por la empresa discográfica Universal Music Latino el 11 de julio de 2012 en todo el mundo.

## Promoción

### Sencillos
El primer sencillo del álbum fue «Yo te esperaré», canción por la cual se dieron a conocer a nivel internacional, fue lanzada el 4 de abril de 2011 en las radios y el 1 de enero de 2012 a través de descarga digital. El sencillo logró convertirse en el número uno en ventas en descargas digitales en España, durante más de tres meses. El sencillo logra entrar en los primeros puestos de ventas en las tiendas digitales de Argentina. El impacto de esta canción en España fue tan grande que llegó a ser parte de Gran Hermano 12+1. El vídeo musical fue dirigido y producido por el californiano Logan Roos y lanzado en YouTube el 4 de abril de 2011. El video musical cuenta con más de cien millones de visitas en YouTube y se calcula que diariamente tiene aproximadamente 270 000 visitas, La canción logró varias nominaciones a diferentes premios como los Premios 40 Principales, los Premios Shock y los Premios Nuestra Tierra. Finalmente, el sencillo fue certificado doble disco de platino por Productores de Música de España (PROMUSICAE), por la venta de 80 000 copias vendidas en España.
«No digas nada» es el título del segundo sencillo extraído del álbum. Además de haber sido lanzado en su versión original con ritmo de balada fue relanzado en una nueva versión urbana bajo el título de «No digas nada (Deja vú)».

### Sencillos promocionales
El primer sencillo promocional, «No hay dos sin tres» es una nueva versión de su canción «Gol», la cual fue escogida por Mediaset España para apoyar a la Selección de fútbol de España en la Eurocopa 2012. Esta nueva versión de «Gol» fue grabada en México y tuvo la colaboración de David Bisbal y del marroquí RedOne. Llegó rápidamente al número 1 en ventas digitales en España, lo que convirtió a Cali y El Dandee en los primeros artistas en tener dos canciones entre las diez más vendidas en descargas digitales. Debido a la victoria de la selección española, cantaron junto con David Bisbal en la celebración de la Eurocopa 2012 en Cibeles frente a más de un millón y medio de personas.
El 18 de noviembre de 2013 lanzan el último sencillo promocional del álbum titulado «Te necesito», incluido además en el EP Te necesito, el cual contiene tres versiones más del sencillo.

## Lista de canciones
- Edición estándar

| 3 A. M. |                                        |          |  |
| N.º     | Título                                 | Duración |  |
| 1.      | «Te necesito»                          | 4:35     |  |
| 2.      | «La playa» (con Natalia Bautista)      | 3:35     |  |
| 3.      | «Yo te esperaré»                       | 3:52     |  |
| 4.      | «No hay 2 sin 3» (con David Bisbal)    | 3:46     |  |
| 5.      | «Te doy mi corazón»                    | 3:33     |  |
| 6.      | «3 A.M.»                               | 3:37     |  |
| 7.      | «Ya sé que te vas» (con Lucca Perotti) | 3:56     |  |
| 8.      | «Hoy» (con Tatiana Klauss)             | 3:47     |  |
| 9.      | «No digas nada»                        | 3:53     |  |
| 10.     | «Tus ojos» (con Daniel Maldonado)      | 3:29     |  |
| 11.     | «Bésame» (con Caravan)                 | 3:41     |  |
| 12.     | «Gol»                                  | 3:42     |  |
| 13.     | «Volar» (con DJ Naño)                  | 3:43     |  |
| 49:09   |                                        |          |  |

- Edición deluxe

| 3 A.M. - Edición deluxe |                                    |          |  |
| N.º                     | Título                             | Duración |  |
| 14.                     | «No digas nada» (Déjà vu)          | 3:33     |  |
| 15.                     | «Mi canción» (con Nicolás Mayorca) | 3:35     |  |
| 16.                     | «Te necesito» (Deja vú)            | 3:32     |  |
| 17.                     | «Olvidarte» (con Felipe Santos)    | 4:01     |  |
| 18.                     | «Por siempre»                      | 3:31     |  |
| 19.                     | «Te necesito» (Radio Edit)         | 3:58     |  |

## Historial de lanzamiento
- Edición estándar

| País          | Fecha               | Formato              | Discográfica           |
| ------------- | ------------------- | -------------------- | ---------------------- |
| Latinoamérica | 1 de enero de 2012  | CD, descarga digital | Universal Music Latino |
| España        | 11 de julio de 2012 | CD, descarga digital | Universal Music Latino |